# الجيش الرابع (الدولة العثمانية)
الجيش الرابع جيش عثماني، تأسس عام 1877 في شرق الأناضول، وتواجدت قيادته في مدينة أرزينجان، وكانت منطقة عملياته هي منطقة شرق الأناضول لاسيما الحدود العثمانية الروسية.
في عام 1911 تم إعادة تنظيم القوات العثمانية وأصبح مقر الجيش الرابع في بغداد ومنطقة عملياته هي الأراضي العراقية، وأصبح الجيش الرابع يتألف من فيلقين هما الفيلق الثاني عشر والفيلق الثالث عشر، وحينما اندلعت الحرب العالمية الأولى قامت القيادة العثمانية في سبتمبر 1914 بنقل قيادة الجيش إلى دمشق مع الفيلق الثاني عشر، أما الفيلق الأخر (الفيلق الثالث عشر) فقد تم نقله إلى الأنضول.
بعد انتقال قيادة الجيش الرابع إلى دمشق تم إلحاق الفيلق الثامن المتواجد في دمشق بقطاعات الجيش الرابع، وقد كان الفيلق الثامن يتبع سابقا الجيش العثماني الثاني، وبذلك أصبح الجيش الرابع يتألف من الفيلقين الثامن والثاني عشر.

## التنظيم الداخلي

### تنظيمات عام 1908
أصبح مقر الجيش الرابع في أرضروم في شرق الأنضول وتتبعة الفرق التالية
- الفرق النظامية:
  - الفرقة السابعة
  - الفرقة الثامنة
  - الفرقة التاسعة عشر
  - فرقة المدفعية الرابعة
  - فوج مدفعية استحكامات أرضروم
- فرق الرديف:[3][4]
  - فرقة الرديف 13 (إرزنجان)
  - فرقة الرديف 14 (طرابزون)
  - فرقة الرديف 15 (ديار بكر)
  - فرقة الرديف 16 (سيواس)

### تنظيمات عام 1911
- الجيش الرابع [5]
  - الفيلق الثاني عشر (الموصل)
    - الفرقة 35 (الموصل)
    - الفرقة 36 (كركوك)

  - الفيلق الثالث عشر (بغداد)
    - الفرقة 37 (بغداد)
    - الفرقة 38 (البصرة)
- فرق الرديف التابعة للجيش الرابع (4 فرق)[6]
  - فرقة رديف بغداد (3 أفواج، بإجمالي 9 كتائب مشاة، تضم 9,585 جندي)
  - فرقة رديف كربلاء (3 أفواج، بإجمالي 8 كتائب مشاة، تضم 8,520 جندي)
  - فرقة رديف الموصل (3 أفواج، بإجمالي 8 كتائب مشاة، تضم 8,520 جندي)
  - فرقة رديف كركوك (فوجين، بإجمالي 4 كتائب مشاة، تضم 4,260 جندي)

### تشكيل الفرقة النظامية
تتألف الفرقة نظامية العثمانية عام 1912 من 3 أفواج مشاة وفوج مدفعية ميدان من 3 بطاريات (18 مدفعا) إضافة كتيبة مشاة مستقلة (1,065 بندقية) وسرية مشاة راكبة مستقلة (100 بندقية)، ويتألف كل فوج من المشاة من 3 كتائب مشاة ليصل إجمالي عدد كتائب المشاة بالفرقة الواحدة لنحو عشر كتائب (10,650 بندقية).
كما تضم قيادة كل فيلق بالجيش الرابع على لواء خيالة يتألف من 3 أفواج (1,800 فارس) و6 بطاريات مدفعية جبلية (24 مدفعا) وسرية نقل وسرية تلغراف وسرية مهندسين يتبعون قيادة الفيلق مباشرة.

## هوامش
1. ↑  Ottoman Army Effectiveness in World War I: A Comparative Study
Edward J. Erickson, P.63
2. ↑  Erickson (2003), p. 17.
3. ↑  Erickson (2003), p.19
4. ↑  T.C. Genelkurmay Başkanlığı, Balkan Harbi, 1912–1913: Harbin Sebepleri, Askerî Hazırlıklar ve Osmanlı Devletinin Harbe Girişi, Genelkurmay Basımevi, 1970, pp. 87–90. (بالتركية)
5. 1 2  دراسة استراتيجية لفارس والخليج العربي، صفحة 71
6. 1 2  دراسة استراتيجية لفارس والخليج العربي، صفحة 72